# Jon Berney
Jon Berney (26 de marzo de 1976) es un deportista australiano que compitió en remo. Ganó una medalla de oro en el Campeonato Mundial de Remo de 1997 en la prueba de ocho con timonel ligero.

## Palmarés internacional
| Campeonato Mundial | Campeonato Mundial     | Campeonato Mundial | Campeonato Mundial      |
| Año                | Lugar                  | Medalla            | Prueba                  |
| ------------------ | ---------------------- | ------------------ | ----------------------- |
| 1997               | Aiguebelette (Francia) | Medalla de oro     | Ocho con timonel ligero |